# Flames of Passion
Flames of Passion versucht (laut Beschreibung des Vertriebes) eine Art-Adaption des David-Lean-Klassikers Brief Encounter (1945), jedoch als Kurzfilm und mit zwei Männern besetzt.
Das Ergebnis ist jedoch etwas völlig Eigenständiges geworden.

## Handlung
Zwei Männer begegnen sich auf einem tristen, englischen Vorortbahnhof auf ihrem täglichen Weg zur Arbeit.
Die Geschichte wird unterteilt in die Anzahl der Wochentage – und jeder Tag bringt die beiden näher zusammen, wobei der eine Zeichen legt, nach denen der andere gespannt sucht. Den Anfang macht ein Bild eines Fotoautomaten. Die beiden berufstätigen, nüchternen Männer mittleren Alters machen in ihren korrekten Zweiteilern am Beginn den Eindruck großer Tristess und Einsamkeit, und finden sich schließlich am letzten Tag, in den Armen liegend, untermalt von einer grandios dazu passenden Filmmusik (Startled Insects), in der „British Railway“ auf dem Weg zur Arbeit.
Die nüchterne Art der Erzählung, die gespannte Suche nach dem Anderen im Alltag, die (Be-)Nutzung des Schwarzweißfilms und die „Durchschnittlichkeit“ der Hauptdarsteller macht den Kurzfilm realistisch und außerordentlich ansprechend. Es ist eine achtzehnminütige Aufforderung, seinen Gegenpart zu suchen (wenn man ihn nicht schon gefunden hat), und wer es bis dahin noch nicht verstanden hat, wird im Abspann mit einem Auszug aus Walt Whitman’s Gedicht „The Untold Want“ konfrontiert:

“Now voyager, sail thou forth, to seek and find!”

## Auszeichnungen
- Publikumsgewinner „Bester Kurzfilm“ 1990 San Francisco International Lesbian & Gay Film Festival